# Hiller OH-23 Raven
Hiller OH-23 Raven(англ. Raven - Ворон)(Hiller UH-12-по классификации United Helicopters) — американский лёгкий многоцелевой вертолёт, разработанный на основе опытной модели Hiller 360 корпорации Hiller Helicopter Inc.
Машина с двухлопастным несущим винтом (впоследствии заменён четырёхлопастным) и двухлопастным хвостовым винтом на поднятой вверх хвостовой балке была проста в изготовлении, обеспечивала размещение экипажа из двух человек (пилота и наблюдателя) и возможность установки стрелкового вооружения (пулемёта M60 в кабине,2-4 пулемёта M60C на боковой подвеске), в связи с чем был принят на вооружение вооружённых сил США, Канады, Великобритании. Различные модификации вертолёта OH-23 Raven экспортировались в Аргентину, Боливию, Колумбию, Чили, Кубу, Доминиканскую Республику, Гватемалу, Гайану, Мексику, Голландию и другие страны.

## История
В 1947 году компания United Helicopters разработала прототип вертолёта Model 360X, годом позже, 14 октября 1948 года, сертифицированный американской Службой управления гражданской авиации (Civil Aeronautics Administration, CAA). Model 360 выпускалась под фирменным обозначением UH-12. В 1949 году UH-12 стал первым вертолётом, совершившим трансконтинентальный перелёт Калифорния — Нью-Йорк. Следующая модификация, с улучшенными двигателем и лопастями винта, UH-12A поставлялась вооружённым силам США и Франции, а также гражданским коммерческим операторам нескольких стран.

## Боевое применение
Корейская демилитаризованная зона
17 мая 1963 года вертолёт OH-23A Армии США в районе Корейской демилитаризованной зоны в целях шпионажа нарушил разрешённую границу полёта. Северокорейские солдаты, защищающие границу, открыли зенитный огонь, который заставил вертолёт совершить вынужденную посадку. Американский экипаж в составе капитанов Статтса и Вольца был арестован. Трофейный американский вертолёт OH-23 был выставлен в музее в Пхеньяне.
9 февраля 1965 года вертолёт H-23 Армии США упал на южно-корейскую деревню Ма Донг недалеко от Корейской демилитаризованной зоны. В результате крушения погиб американский пилот подполковник Рудольф Джиглио и южнокорейский ребёнок, на которого упал вертолёт.
Война во Вьетнаме
Активно использовался США в войне во Вьетнаме. По последним данным в войне было потеряно 97 американских вертолётов OH-23G.
Индо-пакистанский конфликт
Использовался Пакистаном во время третьей индо-пакистанской войны в 1971 году. 16 декабря на захваченном аэродроме в Дакке трофеями индийцев стал один пакистанский вертолёт Hiller UH12E4.

## Аварии и катастрофы
Известные случаи:
12 марта 1968 года над территорией Германии американский вертолёт OH-23 был «сбит» американским истребителем-бомбардировщиком F-105 — вертолёт попал в реактивную струю самолёта и потерял управление. Пилот старший уорент-офицер Джон Кинней погиб при крушении.

## Модификации

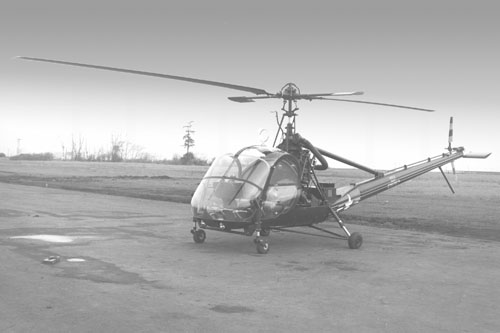
Модификация HTE-2 ВМС США с колёсным шасси

- UH-12A — ОН-23А для армии США, HTE-1 для ВМС США
- UH-12B — ОН-23B для армии США, HTE-2 для ВМС США, Hiller HT.Mk 2 для ВМС Великобритании
- UH-12C — ОН-23C для армии США
- UH-12D — ОН-23D для армии США
- UH-12E — ОН-23G для армии США, СН-112 Nomad для армии Канады — трёхместный вариант UH-12D со спаренным управлением
- UH-12E4 — UH-23F для армии США — четырёхместный вертолёт с удлинённым фюзеляжем

Компанией Hiller (в настоящее время — Rogerson Hiller) в 1991 году возобновлён выпуск модификации UH-12E с поршневым двигателем под обозначением «Hauler» и разработана учебно-тренировочная модификация UH-12ET с газотурбинным двигателем Allison 250.

## Технические данные (OH-23D Raven)
- Двигатель: 6-цилиндровый поршневой двигатель Lycoming VO-540-A1B
- Мощность двигателя: 187 кВт (250 л.с.)
- Диаметр несущего винта: 10,82 м
- Длина фюзеляжа: 8,53 м
- Высота с винтом: 2,97 м
- Масса пустого: 824 кг
- Взлётная масса: 1225 кг
- Максимальная скорость: 153 км/ч
- Крейсерская скорость: 132 км/ч
- Динамический потолок: 4025 м
- Дальность полёта: 330 км

## Операторы
Аргентина
- Сухопутные войска Аргентины[7]
- Полиция провинции Буэнос-Айрес [8]

 Биафра
 Боливия
 Великобритания
- Авиалиния Bristow Helicopters[англ.][9]
- Королевский военно-морской флот Великобритании [10]

 Гватемала
- Военно-воздушные силы Гватемалы [11]

 Германия
- Сухопутные войска Германии

 Доминиканская Республика
- Военно-воздушные силы Доминиканской Республики [12]

 Египет
 Израиль
- Военно-воздушные силы Израиля[11]

 Индонезия
- Военно-воздушные силы Индонезии[11]

 Канада
- Армия Канады[13]

 Колумбия
- Военно-воздушные силы Колумбии[14]

 Мексика
- Военно-воздушные силы Мексики [15]

 Нидерланды

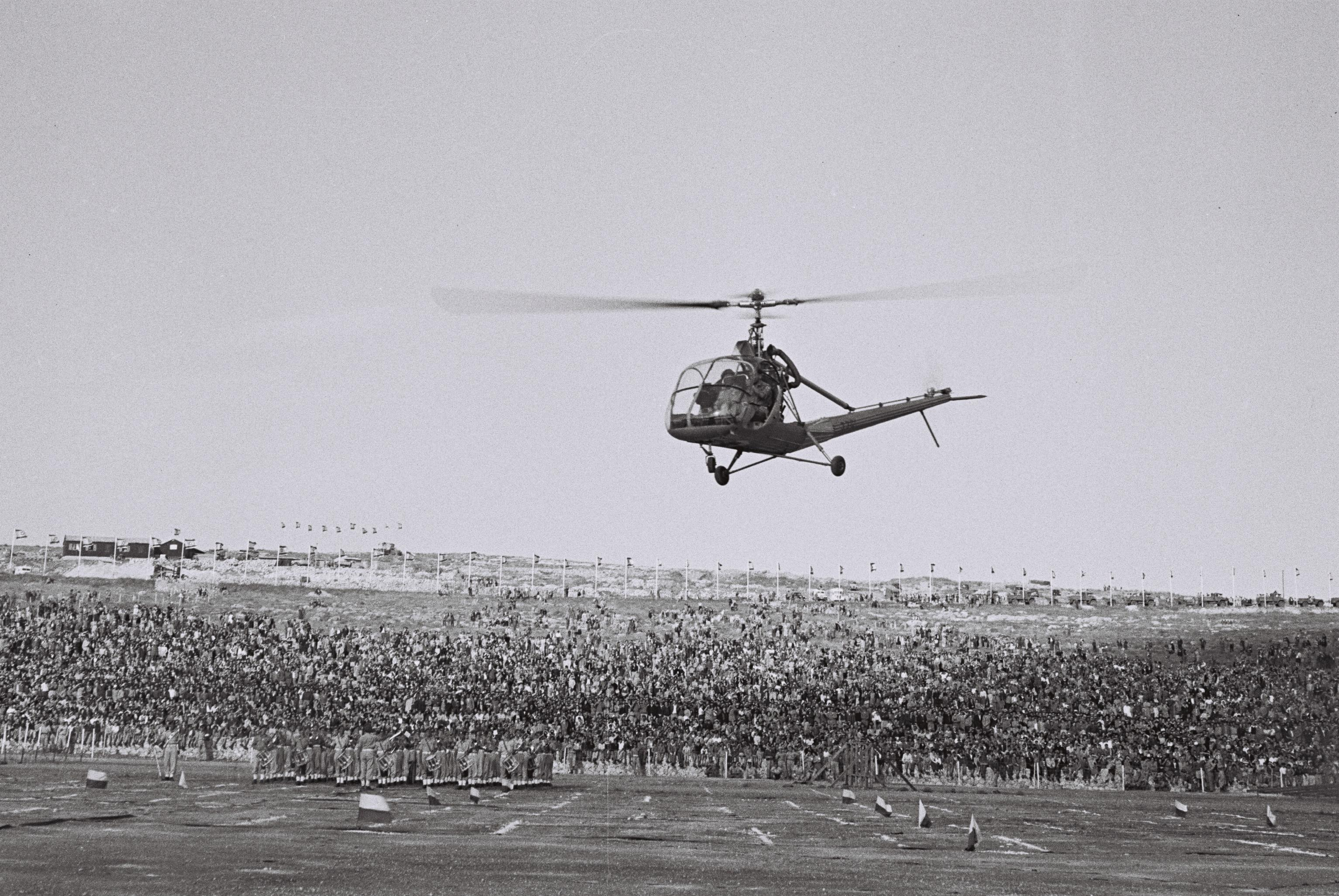
OH-23 ВВС Израиля, Иерусалим 1952

- Королевские военно-воздушные силы Нидерландов[16]

 Парагвай
- ВВС Парагвая [17]

 Перу
- Военно-воздушные силы Перу [18]

- Вооружённые силы Республики Корея [19][20]

 Марокко
 США
- Columbia Helicopters[21]
- Армия США[22]
- Военно-морские силы США[22]
- Военно-воздушные силы США

 Таиланд
- Королевская полиция Таиланда[9]

 Уругвай
- Военно-воздушные силы Уругвая[23]

 Франция
- Воздушно-космические силы Франции
- Армейская авиация Франции

 Чили
- Военно-воздушные силы Чили[14]

 Шри-Ланка
- Вооружённые силы Шри-Ланки

 Швейцария
 Япония